# إرزن
إرزن (بالتركية: Erzin)‏ مدينة تقع إدارياً ضمن محافظة هاتاي في تركيا. ويبلغ عدد سكانها 41,233 نسمة حسب تعداد 2014م. الرمز البريدي لها هو 31960. تبعد منطقة أرزين 15 كيلومترًا عن مدينة عثمانية ، و 55 كيلومترًا من إسكندرونة ، و 150 كيلومترًا من قهرمان مرعش و 110 كيلومترات من وسط هاتاي.

## زلزال فبراير 2023م
على الرغم من الشدة الكارثية لزلزال فبراير 2023م، والدمار في جميع أنحاء محافظة هاتاي التي تدمرت بشدة من الزلزال، إلا أنه لم ينهار أي مبنىً بمدينة إرزن التي كان يقطنها 50,000 نسمة وقت وقوع الزلزال، كما لم تقع بها إصابات أو وفيات. 
قال العمدة ورئيس البلدية "أوكيش إلماس أوغلو" (بالتركية: Ökkeş Elmasoğlu)‏ إنهم يلتزمون بالقواعد المتعلقة بالمباني في المنطقة وأنهم لا يسمحون بأي منشآت غير قانونية، وصرح بأنهم اتبعوا القواعد ولم يسمحوا بالمباني غير القانونية "حتى أنني أغلقت منزل أقاربي (الذي كان مخالفاً) بعد ثلاثة أشهر من انتخابي". 

## توأمة
لإرزن اتفاقيات توأمة مع كل من:
- مدينة قوبا بأذربيجان.
- فرايبرغ آم نيكار بألمانيا.

## وصلات خارجية
- الموقع الرسمي